# سید رضا زواره‌ای
سید رضا زواره‌ای (۱۳۱۷ – ۴ شهریور ۱۳۸۴) حقوقدان و سیاستمدار ایرانی بود. او اولین دادستان انقلاب تهران، معاون اداری وزیر کشور وقت (هاشمی رفسنجانی)، دبیر شورای امنیت کشور، نماینده حوزه انتخابیه تهران در مجلس شورای اسلامی (از ۱۳۶۰ تا ۱۳۶۷) و عضو حقوقدان و قائم‌مقام دبیر شورای نگهبان (از ۱۳۶۸ تا ۱۳۸۴)، رئیس سازمان ثبت اسناد و املاک کشور (از ۱۳۶۸ تا ۱۳۷۸) و نامزد انتخابات ریاست‌جمهوری در دوره‌های سوم و هفتم بود. زواره‌ای در سال ۱۳۵۹ مدت کوتاهی با حفظ سمت، سرپرست شهرداری تهران نیز بود.

## زندگی
متولد ۱۳۱۷ در روستای حصار کوچک ورامین، تحصیلات ابتدایی را در روستای محل تولد گذراند و پس از اتمام دانش‌سرای کشاورزی به کسوت معلمی درآمد. وی در عین حال تحصیلات خود را ادامه داده و ضمن ورود به دانشگاه تهران در رشته حقوق قضایی فارغ‌التحصیل و به عنوان وکیل دادگستری مشغول به کار شد. در سال ۱۳۵۵ به عضویت در شورای مرکزی و هیئت اجرایی جمعیت حقوقدانان ایران درآمد.
صلاحیت وی در نهمین دوره انتخابات ریاست جمهوری (خرداد ۸۴) توسط شورای نگهبان که خود سال‌ها عضو و دبیر آن بود، رد شد. وی در واکنش به رد صلاحیتش طی نامه‌ای به احمد جنتی دبیر شورای نگهبان نوشت: «برایم جای بسی افتخار است که بعد از ۲۷ سال خدمت در مسئولیت‌های مختلف، مخالفین با استفاده از تمام ظرفیت و امکانات در اختیارشان مذبوحانه به موضوعاتی متمسک شده‌اند که هر انسان باشرفی با مطالعه این افترائات بی‌پروا، پی به ضدیتشان با حقوق ملت و پوشالی بودن قدرتشان می‌برد. اگر امروز حقایق در پرده ابهام نگاه داشته شود، یقیناً از دید تاریخ و تحلیل آیندگان این قبیل اعمال مخفی نخواهد ماند.»
رضا زواره‌ای اندکی بعد در شهریور ۸۴ بر اثر سکته قلبی درگذشت.

## سوابق
- اولین دادستان انقلاب تهران
- دومین شهردار تهران پس از انقلاب اسلامی
- دومین نمایندهٔ جوان ادوار مختلف مجلس شورای اسلامی (اولین نماینده جوان، عبدالله جاسبی بوده است)